# Profanacja (zespół muzyczny)
Profanacja (łac. profanatio = zbezczeszczenie, znieważenie) – polski zespół wykonujący melodyjnego punk rocka, powstały w 1987 w Wodzisławiu Śląskim i istniejący z przerwami do 1993. Reaktywowany w 2002. W swoich tekstach grupa porusza zagadnienia takie, jak głupota, konformizm, polityka czy religia. Najważniejszą inspiracją muzyczną Arkadiusza Bąka i Sławomira Steca, stanowiących trzon Profanacji, był zespół Bad Brains. Po zawieszeniu działalności Profanacji, Arkadiusz Bąk kontynuuje tworzenie muzyki i koncertowanie w grającym post-punk zespole Venta Quemada. 

## Skład

### Obecny skład zespołu
- Arkadiusz Bąk – śpiew, teksty (1987–1993, od 2002), gitara basowa (od 2007)
- Sławomir Stec – gitara (1987–1993, od 2002)
- Maupol – perkusja (od 2012)

### Byli członkowie zespołu
- Kazimierz „Bonzo” Dudek – perkusja (2002–2011)
- Maciej Jan Kucharski – gitara basowa (1989–1993, 2002–2007)
- Bogdan „Kaczor” Kaczorowski – perkusja (1987–1988)
- Mirosław Paweł Bednorz – perkusja (1990–1991)
- Sebastian Wieczorek – perkusja (1992–1993)
- Jacek Walicki – perkusja (1989–1989)
- Sławomir Kowalski – gitara
- Katarzyna Chrószcz-Dzierżęga – śpiew (2009–2010)

## Dyskografia
Albumy studyjne:
- Na dziesięć lat przed końcem świata (1990)
- Zdarza się (1990)
- Split Tape (1990, Enigmatic Tapes, split z zespołem Defekt Muzgó)
- Pierwsze i ostatnie (1994, Rovers & Arlekin)
- Światowątpliwości (2003, Zima)
- Znak (2005, Pasażer)
- Zdarza się – reedycja (2006, Pasażer)
- Nie zdarza się (2009, Pasażer)
- To był zamach (2015, Zima)

Kompilacje:
- Nie ma zagrożenia jest Dezerter – Tribute to Dezerter (2006, Pasażer)
- Polska Scena Punk Vol.6 – Zawyły syreny (2023, NOG Records)[6]
- Polska Scena Punk Vol.7 – Stacja Warszawa (2023, NOG Records)[7]

Utwory oficjalnie nie wydane:
- Wodzisław Über Alles
- Uciekając światu grobów
- Stalowe Króle